# Cítia Menor
Cítia Menor ou Cítia Inferior foi uma região rodeada pelo Danúbio pelo norte e oeste e pelo Mar Negro pelo leste, correspondendo, a grosso modo, com a moderna região da Dobruja, parte na Romênia e parte na Bulgária.

## História
A mais antiga descrição da região pode ser encontrada na obra de Heródoto, que identificou como "Cítia" a região que começava ao norte do delta do Danúbio. Numa inscrição do século II a.C. sobre um decreto da Histria em honra a Agatócles, a região já era chamada de "Cítia", enquanto que o primeiro uso do termo "Cítia Menor" está na obra "Geografia", do autor do início do século I, Estrabão.
No século VII a.C., diversas colônias gregas foram criadas na costa do Mar Negro e os primeiros relatos gregos por escrito dão conta que as terras na região eram habitadas por trácios, reidentificados na época como getas e, posteriormente, como dácios. Em épocas posteiores, a área também testemunou invasões celtas e cítias. Ela fez parte do Reino da Dácia por um tempo e foi, em seguida, conquistada pelo Império Romano, tornando-se parte da província da Mésia Inferior. Com as reformas de Diocleciano, a região foi separada da Mésia e recriada como a província da "Cítia Menor", parte da Diocese da Trácia. Depois da divisão do império em 395, ela acabou sob o domínio do Império Romano do Oriente. Ela perdurou até a perda da região no início do século VII por causa das invasões dos búlgaros. Depois disso, o nome clássico caiu em desuso.

## Sés episcopais
As sés episcopais da província que aparecem no Annuario Pontificio como sés titulares são:
- Constância na Cítia